# Eton Shirts
Eton AB er en svensk virksomhed, der fremstiller herreskjorter. Selskabet blev grundlagt i 1928 under navnet Syfabriken Special af David og Annie Petterson i landsbyen Gånghester i Sverige. I begyndelsen af 1950'erne lancerede virksomheden deres såkaldte "Eton"-skorte, der var inspireret af Eton College. Den blev en stor succes, og da eksporten steg i midten af 1950'erne ændrede selskabet navn til Eton, for at gør udtalen nemmere for ikke-svenskere.
I dag er Eton globalt varemærke, der bliver solgt i over 1.500 butikker fordelt på mere end 50 lande. Der findes flagskibsbutikker i Frankfurt, London, New York og Stockholm.